# Teuchophorus chaetifemoratus
Teuchophorus chaetifemoratus är en tvåvingeart som beskrevs av Marc Pollet och Kechev 2007. Teuchophorus chaetifemoratus ingår i släktet Teuchophorus och familjen styltflugor.
Artens utbredningsområde är Bulgarien. Inga underarter finns listade i Catalogue of Life.